# Belga (persbureau)
Belga News Agency is het grootste Belgisch persbureau, dat nieuws uit binnen- en buitenland verspreidt onder de vorm van tekst, foto, video en audio. De berichten vormen de informatiebron voor de traditionele media zoals dagbladen en weekbladen. Daarnaast gebruiken veel online nieuwswebsites de Belgaberichten.
Het bedrijf is in handen van zijn gebruikers, de Belgische dagbladen en zenders.
Het nieuwsagentschap is sinds medio december 2014 gevestigd in de Arduinkaai 29 in Brussel, waar voorheen de redactie van De Morgen gevestigd was. Daarvoor hield het kantoor in de Frederic Pelletierstraat 8b in Schaarbeek.

## Geschiedenis
Het persbureau werd in 1920 opgericht door Pierre-Marie Olivier en Maurice Travailleur onder de naam "Agence télégraphique belge de Presse (Belga)". Op 21 januari 1921 verspreidde het bureau de eerste telegrafische berichten, aanvankelijk enkel in het Frans; de afnemers waren toen 45 kranten, 16 banken, 9 handelsondernemingen en de overheid.
In 1944 worden de berichten ook in het Nederlands verspreid en komt er een sportredactie. In 1970 wordt de redactie onder leiding van dichter en journalist Willy Vaerewijck gesplitst in een Franstalige en Nederlandstalige sectie, die apart werken.

## Financieel
De volledige naam van Belga is Agence Belga-Agence Télégraphique Belge De Presse, S.A.-Agentschap Belga-Belgisch Perstelegraaf Agentschap N.V..
De jaarlijkse omzet bedraagt ca. 17 miljoen euro; er werken 135 personeelsleden, waarvan 100 journalisten en 35 bedienden. Jaarlijks worden ongeveer 231.000 berichten en 150.000 eigen foto's verspreid, naast foto's afkomstig van AFP en het European pressphoto agency (EPA).

## Prijzen
Belga kreeg voor zijn BelgaBox platform van de Europese Alliantie van Nieuwsagentschappen (EANA) de 2014 Award for Excellence in News Agency Quality.